# 기상청 날씨누리
기상청 날씨누리는 대한민국 기상청이 운영하는 일기 예보 서비스이다. 최고/최저 온도, 날씨, 강수량 등 다양한 정보를 제공한다.

## 지원하는 예보[1]

### 날씨
- 현재 날씨

- 온도
  - 현재 온도
  - 최고 온도
  - 최저 온도
  - 체감 온도
- 습도
- 바람
- 강수량
- 북한 날씨
- 일출
- 일몰
- 밀물
- 썰물
- 대기질
- 장기 전망
- 날씨 해설

### 예보
- 단기 예보
- 중기 예보

### 특보
- 태풍
- 지진
- 해일
- 안개
- 가뭄
- 홍수
- 황사

### 영상/일기도
- 날씨 지도
- 종합 영상
- 초단기예측
- 레이더
- 위성
- 일기도
- 화산

### 과거 정보
- 태풍
- 지진
- 해일
- 홍수
- 가뭄

### 기타
- 산악 날씨
- 바다(해수용장) 날씨
- 공항 예보
- 계절 관측
- 세계 날씨

## 같이 보기
- 대한민국 기상청
- 일기예보